# 2019 год в телевидении
Список «2019 год в телевидении» описывает события в мире телевидения, произошедшие в 2019 году.

## События

### Январь
- 1 января
  - Прекращение субсидирования аналогового сигнала телеканалов и начало постепенного сокращения аналогового телевещания в России[1][2].
  - Прекращение вещания на территории России спортивного телеканала «Viasat Golf HD» и начало вещания канала «ViP Serial» транслирующего сериалы[3].
  - Прекращение вещания американского фильмового телеканала «AMC» на территории России[4].
  - Ребрендинг американского фильмового телеканала «MGM HD» в «Hollywood HD»[4].
  - Ребрендинг российского детского телеканала «Малыш ТВ»[5].
- 21 января — Переход белорусского телеканала «Восьмой канал» на вещание в стандарте высокой чёткости (HD)[6].
- 22 января — Смена логотипа и графического оформления международного телеканала «Animal Planet»[7].

### Февраль
- 1 февраля
  - Приостановление спутникового вещания российского фильмового телеканала «Теленовелла»[8].
  - Переход российских развлекательных телеканалов «СТС» и «Домашний» на формат вещания 16:9[9].
  - Ребрендинг российского фильмового телеканала «Кинопоказ HD-2» в «Комедийное»[10][11].
- 7 февраля — Переход белорусского телеканала «НТВ-Беларусь» на вещание в стандарте высокой чёткости (HD)[12].
- 11 февраля — Начало поэтапного отключения аналогового эфирного вещания в России в связи с полным переходом на цифровое эфирное вещание стандарта DVB-T2. Аналоговое вещание прекращено в Магаданской, Пензенской, Рязанской, Тульской, Ульяновской и Ярославской областях, а также в Чечне[13].
- 12 февраля — Переход регионального телеканала Нижегородской области «ННТВ» на вещание в стандарте высокой чёткости (HD)[14].
- 13 февраля — Запуск «Российской федерацией баскетбола» круглосуточного телеканала «Мир баскетбола»[15].
- 25 февраля — Ребрендинг российского фильмового телеканала «Наш детектив» в «Наше крутое»[16].

### Март
- 1 марта — Ребрендинг российского познавательного телеканала «Здоровое ТВ» и начало его вещания в стандарте высокой чёткости (HD)[17].
- 2 марта — Запуск холдингом «Газпром-медиа» нового российского спортивного телеканала «Матч! Страна»[18].
- 25 марта — Переход регионального телеканала Ямало-Ненецкого автономного округа «Ямал-Регион» на формат вещания 16:9[19].

### Апрель
- 1 апреля
  - Прекращение вещания на территории России развлекательного телеканала «TRiCK»[20].
  - Начало вещания в России нового эротического телеканала «Exxxotica HD»[21].
- 9 апреля — Запуск компанией «Первый канал. Всемирная сеть» телеканала о Великой Отечественной войне «Победа»[22].
- 12 апреля — Начало вещания российского развлекательного телеканала «Ключ»[23]
- 15 апреля — Продолжение поэтапного отключения аналогового эфирного вещания в России в связи с полным переходом на цифровое эфирное вещание стандарта DVB-T2. Аналоговое вещание прекращено в городе Москве, в Амурской, Ивановской, Кемеровской, Кировской, Костромской, Курганской, Липецкой, Московской, Новгородской, Сахалинской, Тюменской областях, в Ставропольском крае, Ямало-Ненецком автономном округе, в Кабардино-Балкарии, Карачаево-Черкесии, Калмыкии, Мордовии, Удмуртии, Чувашии[24].
- 20 апреля — Запуск в России телеканала о смешанных единоборствах «UFC ТВ»[25].

### Май
- 1 мая — Прекращение вещания российского развлекательного телеканала «Юмор Box»[26].
- 21 мая — Начало вещания российского международного телеканала «ТВ-3 International»[27][неавторитетный источник].

### Июнь
- 1 июня — Ребрендинг российского детского телеканала «Ginger HD» в «Капитан Фантастика»[28].

- 3 июня
  - Третий этап отключения аналогового эфирного вещания в России в связи с полным переходом на цифровое эфирное вещание стандарта DVB-T2. Аналоговое вещание прекращено в Алтайском, Камчатском, Краснодарском, Красноярском, Пермском, Хабаровском, Приморском краях, Ненецком, Ханты-Мансийском, Чукотском автономных округах, а также в Архангельской, Брянской, Владимирской, Воронежской, Еврейской автономной, Иркутской, Калининградской, Нижегородской, Новосибирской, Омской, Орловской, Ростовской, Самарской, Свердловской, Смоленской, Тамбовской, Томской областях, республиках Адыгея, Бурятия, Коми, Марий Эл, Саха (Якутия), Северная Осетия и Хакасия.
  - Ребрендинг российского музыкального телеканала «BRIDGE TV Dance» в «BRIDGE TV Hits»[29]
  - Переход регионального телеканала Красноярского края «ТВК» на вещание в стандарте высокой чёткости (HD)[30].

- 15 июня — Смена логотипа, а также оформления телеканала СТС Love.

- 26 июня — Прекращение вещания российского регионального телеканала «АТН»[31].
- 30 июня — Прекращение вещания российского регионального телеканала «Альфа-канал»[32].

### Август
- 5 августа — Изменение логотипа и графического оформления российского регионального телеканала «Москва 24»[33].
- 9 августа — Изменение названия российского детского телеканала «Мультимания» на «Мультиландия»[34].
- 12 августа — Смена графического оформления украинского телеканала «ТЕТ»[35].
- 26 августа — Ребрендинг российского регионального канала Санкт-Петербурга и Ленинградской области «47 канал» в «ЛенТВ 24»[36].
- 27 августа — Изменение логотипа и графического оформления российской версии канала «Discovery»[37].

### Сентябрь
- 1 сентября
  - Ребрендинг российских телеканалов «КиноПремиум» в «Премиальное» и «Наше любимое» в «Любимое»[38].
  - Изменение логотипа и графического оформления российского телеканала «Остросюжетное»[38].
- 2 сентября — Переход российского регионального телеканала Республики Бурятия «Ариг Ус» на вещание в стандарте высокой чёткости (HD)[39].
- 3 сентября — Ребрендинг российского музыкального канала «BRIDGE HD» в «BRIDGE TV Deluxe»[40].
- 5 сентября — Переход регионального телеканала Республики Башкортостан «Вся Уфа» на вещание в стандарте высокой чёткости (HD)[41].
- 16 сентября
  - Смена логотипов и графических оформлений телеканалов семейства AzTV — «AzTV», «Mədəniyyət TV» и «İdman TV»[42].
  - Начало вещания нового российского сериального телеканала «Сиеста»[43].
- 19 сентября — Переход украинского телеканала «1+1» на вещание в стандарте высокой чёткости (HD)[44].
- 20 сентября — Начало вещания украинских телеканалов «Украина», «НЛО TV», «Индиго» в стандарте высокой чёткости (HD)[45].

### Октябрь
- 1 октября
  - Изменение логотипа и графического оформления телеканала «Наука» и начало его вещания в стандарте высокой чёткости (HD)[46].
  - Смена логотипа и графического оформления российского спортивно-развлекательного телеканала «Russian Extreme HD»[47].
  - Переход белорусского развлекательного телеканала «ВТВ» на формат вещания 16:9 и начало его вещания в стандарте высокой чёткости (HD)[48].
- 11 октября — Начало вещания нового регионального информационного телеканала Республики Башкортостан «Салям»[49].
- 14 октября — Прекращение аналогового эфирного вещания в России в связи с переходом на цифровое эфирное вещание стандарта DVB-T2. На четвёртом этапе аналоговое вещание прекращено в остальных (21) регионах России. [50].
- 16 октября — Переход российского развлекательного телеканала «ТНТ4» на формат вещания 16:9[51].
- 21 октября — Изменение логотипа и графического оформления российского регионального телеканала «Тюменское время»[52].
- 31 октября — Запуск холдингом «Ред Медиа» российского фильмового телеканала «Киноужас»[53].

### Ноябрь
- 1 ноября
  - Ребрендинг молдавского телеканала «Accent TV» в «Primul in Moldova» («Первый в Молдове»)[54].
  - Переход российских развлекательных телеканалов «СТС» и «Домашний» на формат вещания 16:9 Anamorphic[55].
  - Изменение логотипа и графического оформления российского федерального спортивного телеканала «Матч ТВ»[56].
- 5 ноября — Начало перехода российского федерального телеканала «ОТР» на поясное вещание[57].
- 7 ноября
  - Переход регионального телеканала Санкт-Петербурга и Ленинградской области «ЛенТВ 24» на вещание в стандарте высокой чёткости (HD)[58].
  - Переход украинских музыкальных телеканалов «М1» и «М2» на вещание в стандарте высокой чёткости (HD)[59].
- 29 ноября — Окончание перехода российского федерального телеканала «ОТР» на поясное вещание[57].

### Декабрь
- 1 декабря
  - Закрытие российского детского телеканала «Тлум HD» и познавательного телеканала «Планета HD»[60].
  - Переход российских детского телеканала «Мульт» и познавательного телеканала «Моя планета» на формат вещания 16:9 и начало их вещания в стандарте высокой чёткости (HD)[60].
- 2 декабря — Начало вещания нового украинского информационного телеканала «Украина 24»[61].
- 10 декабря — Изменение логотипа и графического оформления российского познавательного телеканала «Психология» и переход его на формат вещания 16:9[62].
- 16 декабря — Изменение логотипа и графического оформления российского развлекательного телеканала «Вопросы и ответы» и начало его вещания в формате 16:9[63].
- 24 декабря — Переход регионального телеканала Рязанской области «Город» на формат вещания 16:9[64].
- 30 декабря — Смена логотипа и графического оформления российского государственного детского телеканала «Карусель».
- 31 декабря — Прекращение вещания российского детского канала «Мультик HD».